# Рудинице
Рудинице је насеље у општини Плужине у Црној Гори. Према попису из 2003. било је 87 становника (према попису из 1991. било је 138 становника).
Поред Магуда и Стабана, Рудинице су најстарије насеље у Пиви што потврђује и турски дефтер из 1476. до 1478. Може се индиректно тврдити да је то насеље својевремено било и центар Пиве на основу постојања врло старог и великог гробља, највећег у Пиви. У селу су постојале и четири цркве, свака названа по Светом Николи што говори и о великом духовном и културном успону Рудиница.

## Име
Постоје три предања о имену села Рудиница. Треће предање се сматра најприхватљивијим.
По једном предању, село је добило име по руди која је некада, у давној прошлости копана и обрађивана, за шта не постоје писани, па ни материјални докази; дакле, само усмено предање. Недавна истраживања су доказала да у селу постоји руда боксит, те постоји извјесна основа за наведено предање.
По другом предању, Рудинице су добиле то име по житу које у њему рано руди, зри и рађа, јер се село налази на надморској висини од 615 до 850 метара, посебно његов средишњи дио у коме су се претежно налазиле њиве.
По трећем, најприхватљивијем, село је добило име по Руђу (предак славног Баја Пивљанина), који се тамо доселио и ту трајно остао и постао родоначелник породице Гломазић и свих оних који славе крсну славу Светог Николу - Никољдан. Магуде је населио и основао његов брат Бранило чији потомци славе Светог Јована.

## Демографија
У насељу Рудинице живи 77 пунолетних становника, а просечна старост становништва износи 49,8 година (45,7 код мушкараца и 53,5 код жена). У насељу има 31 домаћинство, а просечан број чланова по домаћинству је 2,81.
Ово насеље је углавном насељено Србима (према попису из 2003. године), а у последња три пописа, примећен је пад у броју становника.
|  |

| Демографија | Демографија | Демографија |
| Година      | Становника  | Становника  |
| ----------- | ----------- | ----------- |
|             |             |             |
|             |             |             |
|             |             |             |
|             |             |             |
| 1948.       | 320         |             |
| 1953.       | 333         |             |
| 1961.       | 327         |             |
| 1971.       | 254         |             |
| 1981.       | 162         |             |
| 1991.       | 138         | 138         |
| 2003.       | 88          | 87          |
|             |             |             |

| Етнички састав према попису из 2003.‍ | Етнички састав према попису из 2003.‍ | Етнички састав према попису из 2003.‍ | Етнички састав према попису из 2003.‍ | Етнички састав према попису из 2003.‍ |
| ------------------------------------ | ------------------------------------ | ------------------------------------ | ------------------------------------ | ------------------------------------ |
|                                      |                                      |                                      |                                      |                                      |
| Срби                                 | Срби                                 |                                      | 70                                   | 80,45%                               |
| Црногорци                            | Црногорци                            |                                      | 16                                   | 18,39%                               |
| непознато                            | непознато                            |                                      | 0                                    | 0,0%                                 |

| Година пописа     | 1948. | 1953. | 1961. | 1971. | 1981. | 1991. | 2003. |
| ----------------- | ----- | ----- | ----- | ----- | ----- | ----- | ----- |
| Број домаћинстава | 58    | 58    | 53    | 46    | 45    | 39    | 31    |

| Број чланова      | 1  | 2 | 3  | 4 | 5 | 6 | 7 | 8 | 9 | 10 и више | Просек |
| ----------------- | -- | - | -- | - | - | - | - | - | - | --------- | ------ |
| Број домаћинстава | 31 | 9 | 10 | 2 | 5 | 2 | 2 | 0 | 0 | 0         | 1      |

| Пол    | Укупно | Неожењен/Неудата | Ожењен/Удата | Удовац/Удовица | Разведен/Разведена | Непознато |
| ------ | ------ | ---------------- | ------------ | -------------- | ------------------ | --------- |
| Мушки  | 39     | 16               | 20           | 2              | 0                  | 1         |
| Женски | 42     | 9                | 22           | 9              | 0                  | 2         |
| УКУПНО | 81     | 25               | 42           | 11             | 0                  | 3         |

| Пол    | Укупно                    | Пољопривреда, лов и шумарство | Рибарство                            | Вађење руде и камена | Прерађивачка индустрија       |
| ------ | ------------------------- | ----------------------------- | ------------------------------------ | -------------------- | ----------------------------- |
| Мушки  | 10                        | 1                             | 0                                    | 0                    | 5                             |
| Женски | 7                         | 1                             | 0                                    | 0                    | 2                             |
| УКУПНО | 17                        | 2                             | 0                                    | 0                    | 7                             |
| Пол    | Производња и снабдевање   | Грађевинарство                | Трговина                             | Хотели и ресторани   | Саобраћај, складиштење и везе |
| Мушки  | 0                         | 2                             | 0                                    | 0                    | 0                             |
| Женски | 0                         | 0                             | 2                                    | 0                    | 0                             |
| УКУПНО | 0                         | 2                             | 2                                    | 0                    | 0                             |
| Пол    | Финансијско посредовање   | Некретнине                    | Државна управа и одбрана             | Образовање           | Здравствени и социјални рад   |
| Мушки  | 0                         | 0                             | 2                                    | 0                    | 0                             |
| Женски | 0                         | 0                             | 0                                    | 1                    | 1                             |
| УКУПНО | 0                         | 0                             | 2                                    | 1                    | 1                             |
| Пол    | Остале услужне активности | Приватна домаћинства          | Екстериторијалне организације и тела | Непознато            | Непознато                     |
| Мушки  | 0                         | 0                             | 0                                    | 0                    | 0                             |
| Женски | 0                         | 0                             | 0                                    | 0                    | 0                             |
| УКУПНО | 0                         | 0                             | 0                                    | 0                    | 0                             |